# Osredak (gmina Srebrenica)
Osredak (cyr. Осредак) – wieś w Bośni i Hercegowinie, w Republice Serbskiej, w gminie Srebrenica. W 2013 roku liczyła 196 mieszkańców.